# (7635) Carolinesmith
(7635) Carolinesmith est un astéroïde de la ceinture principale de 24,186 km de diamètre découvert en 1983.

## Description
(7635) Carolinesmith a été découvert le 6 novembre 1983 à Kleť par Antonín Mrkos.

### Caractéristiques orbitales
L'orbite de cet astéroïde est caractérisée par un demi-grand axe de 3,8 UA, un périhélie de 2,76 UA, une excentricité de 0,10 et une inclinaison de 11,10° par rapport à l'écliptique. Du fait de ces caractéristiques, à savoir un demi-grand axe compris entre 2 et 3,2 UA et un périhélie supérieur à 1,666 UA, il est classé, selon la JPL Small-Body Database, comme objet de la ceinture principale.

### Caractéristiques physiques
(7635) Carolinesmith a une magnitude absolue (H) de 11,8 et un albédo estimé à 0,056, ce qui permet de calculer un diamètre de 24,186 km. Ces résultats ont été obtenus grâce aux observations du Wide-field Infrared Survey Explorer (WISE), un télescope spatial américain mis en orbite en 2009 et observant l'ensemble du ciel dans l'infrarouge, et publiés en 2014 dans un article présentant les résultats concernant 2 835 astéroïdes de la ceinture principale.